# 甘觀
甘觀（1504年—？），字貞父，南京府軍右衛官籍，直隸懷寧縣人，明朝政治人物。

## 生平
本姓李，嘉靖元年（1522年）壬午科應天府鄉試第一百一名舉人。嘉靖二十三年（1544年）中式甲辰科會試第二百六十三名，登第三甲第六十三名進士。授江西新建县知县，官至大理寺評事。

## 家族
曾祖甘俊，贈明威將軍；祖父甘敬，指揮僉事贈昭勇將軍；父甘洤，母李氏；繼母張氏。永感下。兄甘雨，署都指挥佥事；甘露。弟甘雯。